# Municipio de Lincoln (condado de Hendricks)
El municipio de Lincoln (en inglés: Lincoln Township) es un municipio ubicado en el condado de Hendricks en el estado estadounidense de Indiana. En el año 2010 tenía una población de 28665 habitantes y una densidad poblacional de 462,19 personas por km².

## Geografía
El municipio de Lincoln se encuentra ubicado en las coordenadas 39°49′32″N 86°23′0″O / 39.82556, -86.38333. Según la Oficina del Censo de los Estados Unidos, el municipio tiene una superficie total de 62.02 km², de la cual 61.39 km² corresponden a tierra firme y (1.01%) 0.63 km² es agua.

## Demografía
Según el censo de 2010, había 28665 personas residiendo en el municipio de Lincoln. La densidad de población era de 462,19 hab./km². De los 28665 habitantes, el municipio de Lincoln estaba compuesto por el 88.15% blancos, el 6.43% eran afroamericanos, el 0.15% eran amerindios, el 2.36% eran asiáticos, el 0.07% eran isleños del Pacífico, el 1.28% eran de otras razas y el 1.56% pertenecían a dos o más razas. Del total de la población el 2.95% eran hispanos o latinos de cualquier raza.